# クラウス＝マッファイ
クラウス＝マッファイ (Krauss-Maffei) は、ドイツの重機械メーカーである。

## 概要

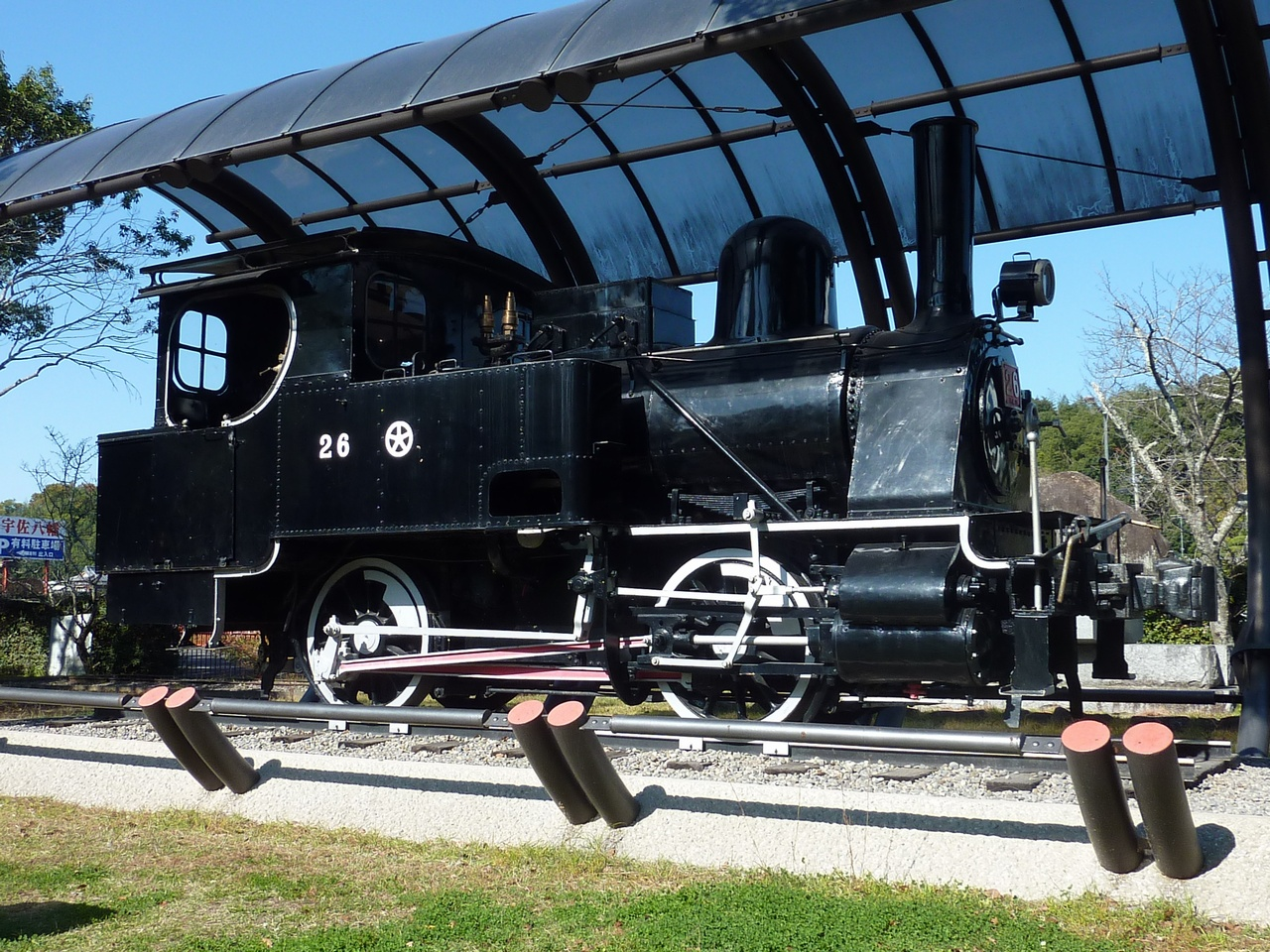
クラウス社製小型蒸気機関車の一例
（大分交通宇佐参宮線26号機、宇佐神宮境内で保存展示）

ミュンヘンに本社を置いた2つの機関車メーカー、ゲオルク・クラウスが1866年に設立したクラウス社と、ヨーゼフ・フォン・マッファイが設立したJ.A.マッファイ社が世界恐慌に伴う経営難をきっかけとして合併し、1931年に設立された。2005年現在、従業員2,043人、売上が5億5300万ユーロである。
J.A.マッファイ社もクラウス社も共に世界的に知られたドイツを代表する有力機関車メーカーであり、特にマッファイ社は、第二次世界大戦前のオリエント急行やラインゴルトなどの著名列車を多数牽引したことで有名な、王立バイエルン邦有鉄道S3/6型蒸気機関車の設計・生産を行っていたことで知られる。
日本では1913年に鉄道院がJ.A.マッファイ社から勾配線用強力機関車として4100形蒸気機関車を輸入しているほか、1888年の伊豫鉄道甲1形や1889年の九州鉄道4形などを皮切りに、主に地方私鉄や軽便鉄道、それに日本陸軍鉄道連隊向けとしてクラウス社製小型蒸気機関車が数多く輸入された。
会社合併後、ドイツ国鉄向け機関車の生産に携わり、これは鉄道車両部門の分社まで長く続いた。
近年では高速鉄道のICEの車両生産も行っている。1960年代からは、当時の西ドイツの研究委託を受けて吸引式磁気浮上鉄道であるトランスアーバンの開発を開始して1979年代初頭に走行試験に成功した、現在でもトランスラピッドの開発の中心的な位置にある。また、日本で開発が進められ、実用化されたHSSTの基礎的配置のライセンス元としても知られている。
設立当初は、主力商品である蒸気機関車の他、装甲車や戦車などを製造していたが、第二次世界大戦後は一定期間兵器製造を禁止されていた。現在では、プラスチック製品の製造に欠かすことのできない射出成形装置の製造で知られている。日本の日本製鋼所はクラウス＝マッファイからプラスチックの押出成形の技術提供を受けた。1963年から軍事兵器生産が解除され、レオパルト1（1963年から）、レオパルト2（1973年から）などの戦車や、ゲパルトなどの自走砲の生産も行なっている。
1986年に、プラスチック装置関連部門と車両・兵器部門が分社。さらに兵器部門は1999年にヴェクマン社と合併して、クラウス＝マッファイ・ヴェクマン（Krauss-Maffei Wegmann GmbH & Co KG, 略称：KMW）が設立された。
鉄道車両部門は1999年にジーメンス・クラウス＝マッファイ (Siemens Krauss-Maffei Lokomotiven GmbH) となり、2001年にはジーメンスに吸収された。
2016年には中華人民共和国の中国化工集団公司などによる投資家連合に買収された。

## 社史
- 1838年 - J.A.マッファイ社がミュンヘンに設立。
- 1866年 - クラウス社がミュンヘンに設立。
- 1908年 - 当時世界最高速を誇った蒸気機関車S3/6形がマッファイ社の手により生産が始まる。
- 1931年 - 世界恐慌の影響を受け、クラウス社とマッファイ社が合併し、クラウス＝マッファイ社が設立される。
- 1934年 - 軍事製品へとシフトする。ドイツ国家産業計画に従い、ハーフ・トラック（前輪が通常の車輪、後輪がキャタピラのトラック）の製造を開始する。
- 1937年 - 同社最初の戦車VK601を受注する。
- 1946年 - アメリカ軍の命令を受け、ダイムラー・ベンツ設計のバスの生産を開始する。
- 1956年 - 同社として最後の蒸気機関車を出荷。
- 1957年 - 世界初の全自動大型射出成形機を開発。
- 1974年 - 吸引式磁気浮上鉄道であるトランスアーバンの走行試験に成功。
- 1986年 - プラスチック装置部門と車両・兵器部門が分離し、新体制に移行。
- 1999年 - 車両・兵器部門がヴェクマンと合併、クラウス＝マッファイ・ヴェクマンとなる。